# Pouzdřany
Pouzdřany (deutsch Pausram) ist eine Gemeinde in Südmähren in Tschechien. Sie liegt 13 Kilometer westlich von Hustopeče (Auspitz) und gehört zum Okres Břeclav (Bezirk Lundenburg). Das Dorf ist als ein Straßenangerdorf angelegt.

## Geographie

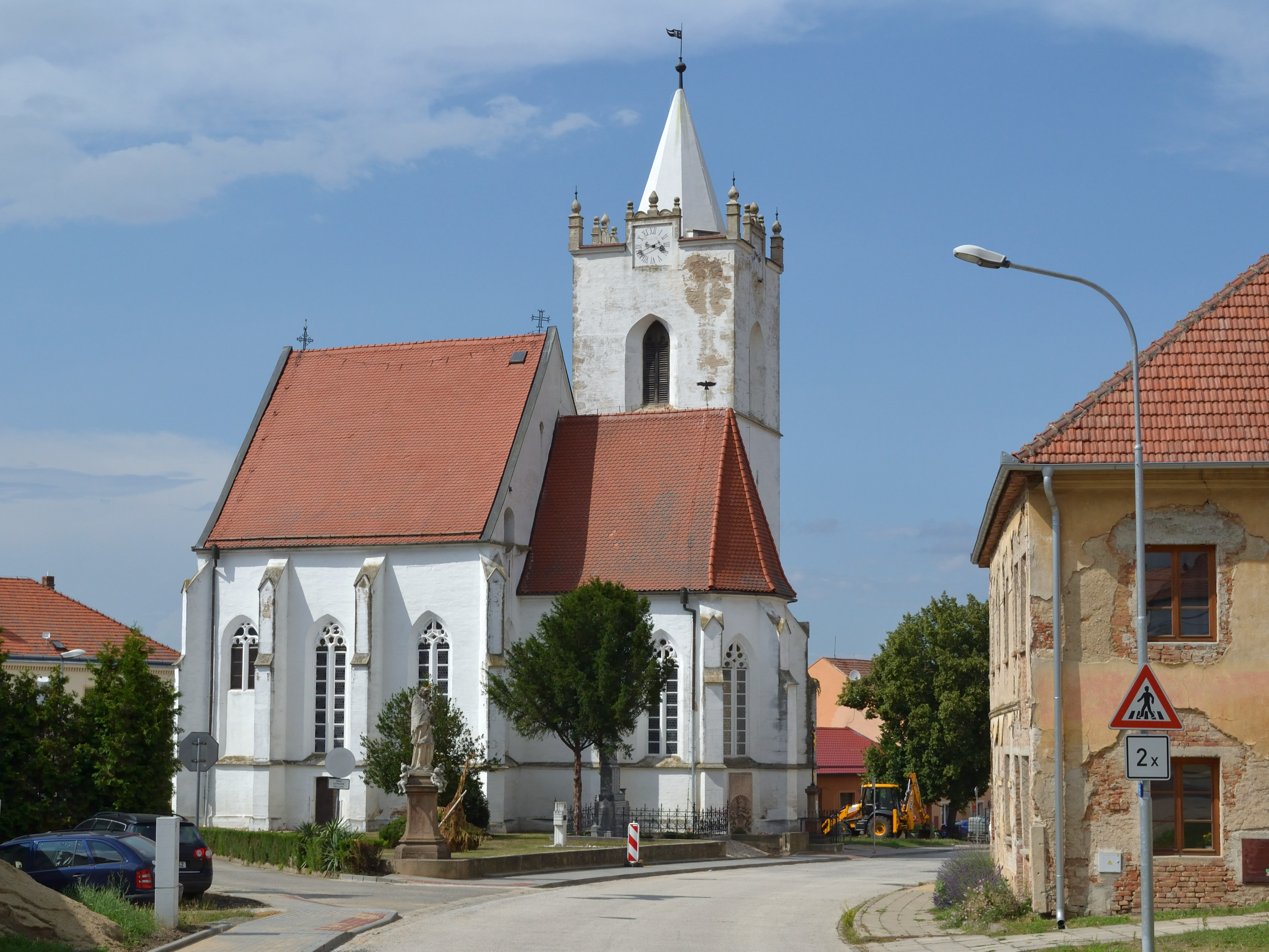
Pouzdřany – Kirche St. Nikolaus

Pouzdřany befindet sich linksseitig der Svratka (Schwarzach) in der Thaya-Schwarza-Talsenke. Südlich liegen die Thaya-Stauseen von Nové Mlýny (Neumühl).
Nachbarorte sind Vranovice (Branowitz) und Uherčice (Ungarschitz) im Norden, Starovice (Groß Steurowitz) und Popice (Poppitz) im Osten, Strachotín (Tracht) im Südosten, Pasohlávky (Weißstätten) im Südwesten, Ivaň (Eibis) im Westen sowie Přibice (Pribitz) im Nordwesten.

## Geschichte
Bis zum Jahre 1150 wurde das Gebiet um Mikulov (Nikolsburg) und Znojmo (Znaim) von deutschen Kolonisten aus Niederösterreich besiedelt. Die Anlage des Dorfes sowie die „ui“-Mundart bekundet, dass sie ursprünglich aus den bairischen Gebieten der Bistümer Regensburg und Passau stammten. Sie brachten neue landwirtschaftliche Geräte mit und führten die ertragreiche Dreifelderwirtschaft ein.
Pausram wurde im Jahre 1244 erstmals urkundlich erwähnt. Die Schreibweise des Ortes änderte sich im Laufe der Jahrhunderte mehrmals. So schrieb man 1248 „Puzrams“, 1291 „Paussramb“ und 1399 „Pawsrams“. Um 1291 verkauft Heinrich von Liechtenstein den Ort. Doch 1384 kommt Pausram wieder an die Familie Liechtenstein zurück. So scheint der Ort im Jahre 1414 im liechtensteinischen Urbar mit Kirche, drei Mühlen und 93 Bauernhäusern auf. Später wurde der Ort abermals verkauft.
Im Jahre 1550 lassen sich die Täufer (Hutterer) im Ort nieder. Kurze Zeit später gilt der Ort als lutherisch. 1556 ging Pausram aufgrund eines fehlenden Erbes an Kaiser Maximilian II. Ein Schulmeister ist seit dem Jahre 1568 nachweisbar. Im Jahre 1588 gehörte der Schulmeister der täuferischen Konfession an. 1574 wird Friedrich von Zerotin-Seelowitz mit Pausram belehnt. Kaiser Rudolf II. erteilt Pausram im Jahre 1581 das Marktrecht und gibt die Erlaubnis für drei, später vier Jahrmärkte. Zusätzlich hielt die Ortschaft jeden Samstag einen Wochenmarkt ab und durfte Mautgebühren einfordern. 1593 erhielt Pausram von Friedrich von Zerotin-Seelowitz auch eine Weinbergordnung.
Nach der Niederschlagung des Ständeaufstands in Böhmen am Anfang des Dreißigjährigen Krieges werden alle aufständischen Adeligen enteignet und deren Güter an katholische Adelige verkauft. So kaufte Kardinal Franz Seraph von Dietrichstein Pausram und vereinte es mit der Herrschaft Nikolsburg. Nach dem Kauf wurden alle Nichtkatholiken des Landes verwiesen. Die ausgewiesenen Täufer verließen Mähren und emigrierten größtenteils nach Siebenbürgen. Im Türkenkrieg von 1663/1664 wurde der Ort von türkischen Truppen geplündert und niedergebrannt. Dabei kamen 64 Dorfbewohner um. In den Jahren 1832 und 1848 brach die Cholera in Pausram aus und kostete 178 Ortsbewohner das Leben. Ein Brand im Jahre 1834 vernichtete das Rathaus. 1855 wütete der Scharlach unter den Kindern des Ortes, von denen 53 die Krankheit nicht überlebten. Während des Deutsch-Österreichischen Krieges wurde die Cholera von preußischen Soldaten in den Ort eingeschleppt. Diesmal starben 40 Pausramer an der Seuche. 1869 bekam Pausram eine Haltestelle für die 1839 gelegte Bahnlinie Lundenburg – Brünn. Eine Freiwillige Feuerwehr wurde im Jahre 1889 gegründet. Die Einwohner des Ortes lebten größtenteils von der Landwirtschaft. Weiters gab es neben dem üblichen Kleingewerbe zwei Mühlen in Pausram. Eine Mühle brannte jedoch im Jahre 1917 ab und wurde nicht wieder aufgebaut.
Matriken werden seit 1630 geführt. Onlinesuche über das Landesarchiv Brünn. Grundbücher werden seit 1687 geführt.
Nach dem Ersten Weltkrieg und dem Vertrag von Saint-Germain 1919 wurde der Ort, dessen Bewohner im Jahre 1910 zu 97 % deutschsprachig waren, Bestandteil der neu gegründeten Tschechoslowakei. Durch die Neubesetzung von Beamtenposten und Siedler kam es in der Zwischenkriegszeit zum vermehrten Zuzug von Personen tschechischer Nationalität. Bis zum Volkszählungsjahr 1930 war der deutsche Bevölkerungsanteil auf 73 % gesunken. 1938 wurde im Münchner Abkommen 1938 die Abtretung der deutschsprachigen tschechoslowakischen Randgebiete an das Deutsche Reich bestimmt. Somit wurde Pausram mit 1. Oktober 1938 ein Teil des deutschen Reichsgaus Niederdonau.
Nach dem Ende des Zweiten Weltkrieges, der 86 Opfer unter den Pausramern forderte, kam die Gemeinde am 8. Mai 1945 wieder zur Tschechoslowakei zurück. Bald kamen tschechische „Hausbesetzer“, die die Häuser der Deutschen in Besitz nahmen. Ein Teil der Pausramer floh nach Österreich. Im Oktober 1945 wurden die deutschen Männer interniert und Frauen und Kinder zur Zwangsarbeit ins Landesinnere gebracht. In dieser Zeit kam es durch die schweren Misshandlungen zu 10 Ziviltoten. Zwischen dem 29. März und dem 3. Oktober 1946 wurden 138 Pausramer nach Deutschland zwangsausgesiedelt. Sechs deutsche und 22 tschechische Bürger verblieben im Ort.
1996 erneuerten die Vertriebenen das schadhafte Dach der Ortskirche und renovierten die Rosalien-Kapelle sowie das Kriegerdenkmal.

## Wappen und Siegel
Das älteste Siegel stammte von der Markterhebung im Jahre 1581. Ein kräftig ausgebuchteter Renaissanceschild zeigt zwei schräg gekreuzte Eichenzweige mit je einem Blatt und einer Eichel.

## Einwohnerentwicklung
| Volkszählung                                                                  | Häuser | Einwohner insgesamt | Volkszugehörigkeit der Einwohner | Volkszugehörigkeit der Einwohner | Volkszugehörigkeit der Einwohner |
| Jahr                                                                          | Häuser | Einwohner insgesamt | Deutsche                         | Tschechen                        | andere                           |
| 1793                                                                          | 150    | 820                 |                                  |                                  |                                  |
| 1836                                                                          | 174    | 1.029               |                                  |                                  |                                  |
| 1869                                                                          | 202    | 1.235               |                                  |                                  |                                  |
| 1880                                                                          | 224    | 1.236               | 1.229                            | 2                                | 5                                |
| 1890                                                                          | 242    | 1.296               | 1.149                            | 140                              | 7                                |
| 1900                                                                          | 258    | 1.218               | 1.182                            | 28                               | 8                                |
| 1910                                                                          | 252    | 1.213               | 1.173                            | 33                               | 7                                |
| 1921                                                                          | 257    | 1.143               | 903                              | 226                              | 14                               |
| 1930                                                                          | 279    | 1.184               | 863                              | 303                              | 18                               |
| 1939                                                                          |        | 1.000               |                                  |                                  |                                  |
| Quelle: 1793, 1836, 1850 aus: Südmähren von A–Z, Frodl, Blaschka              |        |                     |                                  |                                  |                                  |
| Sonstige: Historický místopis Moravy a Slezska v letech 1848–1960, sv.9. 1984 |        |                     |                                  |                                  |                                  |

## Gemeindegliederung
Für die Gemeinde Pouzdřany sind keine Ortsteile ausgewiesen. Grundsiedlungseinheiten sind Pouzdřany  und U mlýna.

## Brauchtum
Die vier Jahrmärkte des Ortes fanden am Montag nach Maria Lichtmeß (2. Februar.), nach Kantate (vierte Sonntag nach Ostern), vor Peter und Paul (30. Juni) und vor Ägidius (1. September) statt.

## Sehenswürdigkeiten
- Kirche St. Nikolaus und St. Wenzel (1291, 1498 renoviert), Die Heiligenstatuen wurde 1749 von Ignaz Lengelacher fertiggestellt.
- Bürgerhäuser
- Marienkapelle
- Kriegerdenkmal (1924)
- 2 Martersäulen
- Schule (1865)
- Rathaus (1834)
- Kapelle St. Rosalie am Weg nach Popice
- Denkmal für den 1945 umgekommenen amerikanischen Piloten Fred Clifgard, errichtet 1991
- Herrschaftliches Schloss

## Persönlichkeiten
- Wilhelm von Reinländer (* 28. Juni 1829 in Pausram; † 28. Januar 1910 in Portorose), General
- Viktor Strelsky (* 30. August 1882 in Pausram; † 3. August 1964 in Graz), Heimatforscher
- Karl Stanzl (1920–2012), Kirchenmusikdirektor. Verdienstmedaille des Verdienstordens der Bundesrepublik Deutschland.